# لوتسن
شهر لوتسن (به آلمانی: Lützen) در ایالت زاکسن-آنهالت در کشور آلمان واقع شده‌است.